# Michael Bingham
Michael Bingham, född den 13 april 1986, är en brittisk friidrottare som tävlar i kortdistanslöpning.
Bingham tävlade på 400 meter vid VM 2009 i Berlin. Han tog sig då till finalen där han slutade på sjunde plats på tiden 45,56. Han ingick tillsammans med Conrad Williams, Robert Tobin, Martyn Rooney och David Greene i det brittiska stafettlaget på 4 x 400 meter vilket slutade tvåa bakom USA.

## Personliga rekord
- 400 meter - 44,74 från 2009